# Hiện vật sưu tầm

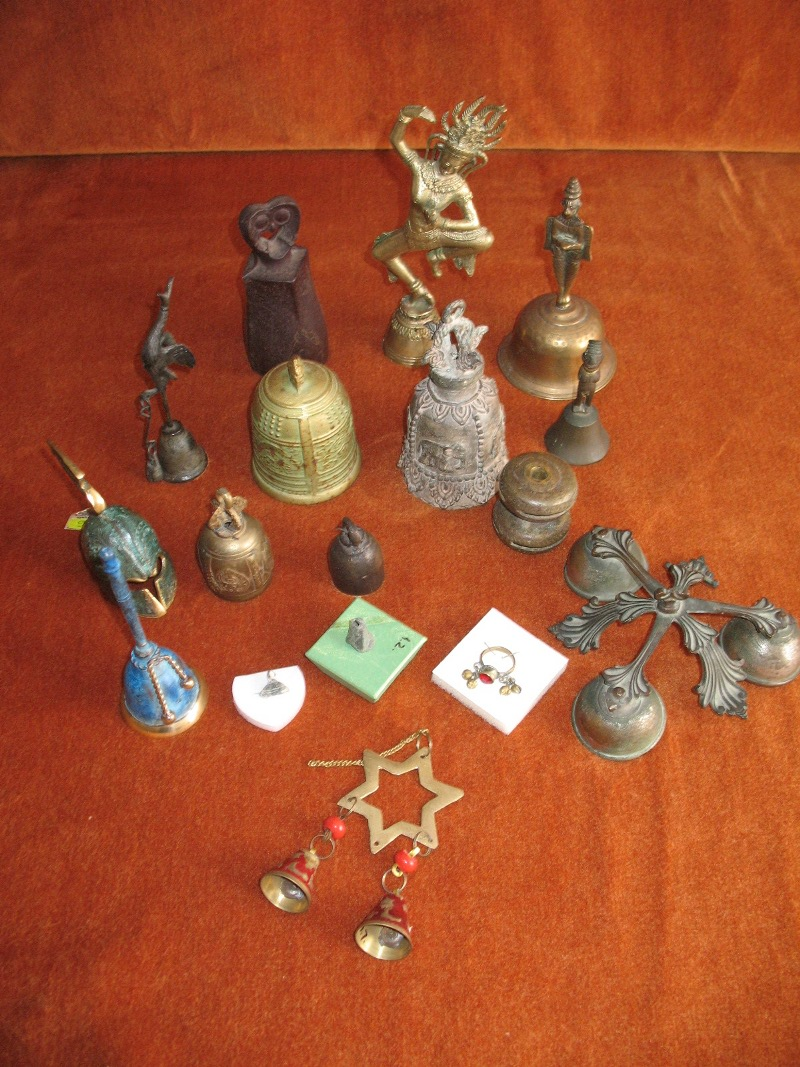
Các hiện vật sưu tầm đồ cổ

Hiện vật sưu tầm hay hiện vật được sưu tập (Collectable) hay còn gọi gọn là hiện vật là bất kỳ đồ vật nào được coi là có giá trị hoặc có ý nghĩa, có ích đối với một nhà sưu tập. Các hiện vật sưu tầm được không nhất thiết phải có giá trị tiền tệ hoặc không phổ biến, thông dụng. Những nhà sưu tập khi sưu tầm được các hiện vật thành một bộ sưu tập. Có rất nhiều loại hiện vật sưu tập và các thuật ngữ để biểu thị về các loại đồ vật đó. Đồ cổ  được xem là những món đồ cũ có thể sưu tầm được. Curio là thuật ngữ chỉ về một món đồ nhỏ, thường hấp dẫn, tinh xảo hoặc khác thường (kỳ bảo) được các nhà sưu tập săn lùng. Hiện vật sưu tập đặt hàng là những đồ vật được sản xuất làm vật phẩm dành riêng để mọi người sưu tập, đây là những vật phẩm được làm riêng để mọi người sưu tầm, ví dụ về các mặt hàng thường được bán dưới dạng đồ sưu tập bao gồm đĩa, tượng nhỏ, chuông, đồ họa, thép và búp bê để người chơi tập hợp thành một bộ sưu tập. 
Các nhà sản xuất và bán lẻ đã sử dụng đồ sưu tầm theo một số cách để tăng doanh số bán hàng, mục đích sử dụng là ở dạng đồ sưu tập được cấp phép dựa trên tài sản trí tuệ, chẳng hạn như hình ảnh, ký tự và biểu trưng từ văn học, âm nhạc, phim ảnh, đài phát thanh, truyền hình và trò chơi điện tử, những cách lớn lao hơn bao gồm quảng cáo, tên thương hiệu. Một cách sử dụng khác của đồ sưu tầm trong chuỗi bán lẻ là ở dạng giải thưởng (các mặt hàng có giá trị danh nghĩa được đóng gói làm quà mà không tính phí). Ngoài ra, đồ sưu tầm đã đóng một vai trò quan trọng trong dịch vụ du lịch, dưới dạng quà lưu niệm. Hiện vật sưu tầm là những mặt hàng có nguồn cung hạn chế được săn lùng vì nhiều lý do, bao gồm cả việc có thể tăng giá trị. Về mặt tài chính, các khoản phải thu có thể được xem như một hàng rào chống lại lạm phát. Theo thời gian, giá trị của chúng cũng có thể tăng lên khi chúng trở nên hiếm hơn do mất mát, hư hỏng hoặc bị hủy hoại. Một hạn chế khi đầu tư vào các khoản phải thu là khả năng thiếu tính thanh khoản, đặc biệt nó cũng có nguy cơ gian lận thông qua việc làm giả, làm nhái, giả mạo.